# Speocera bulbiformis
Speocera bulbiformis là một loài nhện trong họ Ochyroceratidae. Loài này phân bố ở Vietnam.